# Светица (приток Кичменьги)
Светица — река в России, протекает в Нюксенском и Кичменгско-Городецком районах Вологодской области. Устье реки находится в 112 км по правому берегу реки Кичменьга. Длина реки составляет 62 км.
Исток реки находится в восточной части обширного болота Великое близ точки, где сходятся Нюксенский, Кичменгско-Городецкий и Бабушкинский районы в 9 км к северо-западу от деревни Логдуз. Генеральное направление течения — северо-восток, русло сильно извилистое. В верхнем течении преодолевает небольшой участок по Кичменгско-Городецкому району, среднее течение расположено в Нюксенском районе, в нижнем течении вновь перетекает в Кичменгско-Городецкий район. Притоки — Горелка, Большой Нарюг, Вона (правые); Сердуха, Чёрная, Черновка, Пихтовица, Ракуша (левые). Верхнее течение проходит по ненаселённому сильно заболоченному лесному массиву. В среднем течении протекает нежилой посёлок Мостовица. В нижнем течении протекает рядом стоящие деревни Заречье, Гора, Обакино, Светица и Сирино, в черте последней впадает в Кичменьгу. Ширина реки в нижнем течении около 12 метров, скорость течения 0,3 м/с.

## Данные водного реестра
По данным государственного водного реестра России и геоинформационной системы водохозяйственного районирования территории РФ, подготовленной Федеральным агентством водных ресурсов:
- Бассейновый округ — Двинско-Печорский;
- Речной бассейн — Северная Двина;
- Речной подбассейн — Малая Северная Двина;
- Водохозяйственный участок — Юг;
- Код водного объекта — 03020100212103000010811.